# マックス・アズリア
マックス・アズリア（Max Azria、ヘブライ語: מקס עזריה‎‎、1949年1月1日 - 2019年5月6日）はチュニジア出身のファッションデザイナー。

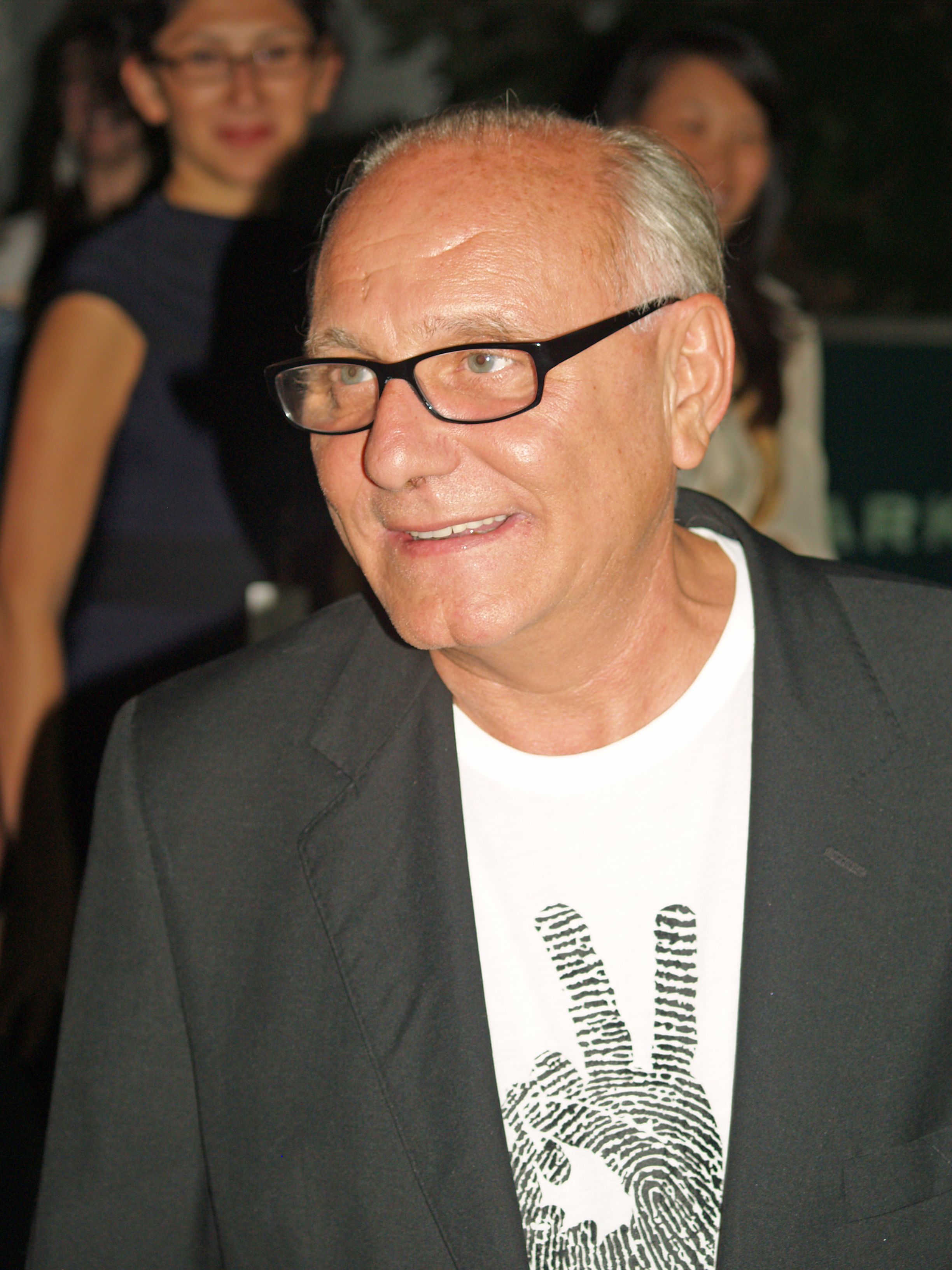
2009

複数のブランドを展開するBCBG Max Azria Groupの会長兼CEO（最高経営責任者）及びデザイナー。活動拠点はロサンゼルス。

## 生い立ち
マックス・アズリアはチュニジア、スファックスで6人兄弟の末っ子として生まれた。幼少時代は南フランスで教育を受けていた。

## キャリア
11年間パリにて、ウィメンズウェアのデザインを手がけた後、1981年に活動拠点をカリフォルニア州ロサンゼルスに移転。
1989年BCBG Max Azriaを開始。

### BCBG Max Azria
- 1989年、BCBG Max Azriaを開始。ブランド名のBCBGは"Bon chic, bon gerne"（パリのスラングで“良いスタイル、良い着こなし”の意）に由来。
- 1991年、妻であり、チーフクリエイティブオフィサーであるルバ・アズリアがパタンナーとしてブランドに参加。
- 1996年、ニューヨークファッションウィークにてBCBG Max Azria Runwayを発表。
- 1998年、アメリカファッション協議会（CFDA）に加盟。
- 1998年、Herve Leger（英語版）を買収。
- 2007年、Herve Legerをリニューアル。世界中のセレブリティに受け入れられ、顧客にはブリトニー・スピアーズ、ビヨンセ、ジェニファー・ロペス、キャサリン・ゼタ＝ジョーンズ、ケイト・ウィンスレットなどが名を連ねる。
- 2008年、若者向けのコレクションとしてBCBGenerationを設立。

## ブランドの特徴
BCBGMaxAzriaグループは複数のブランドを展開するグローバル企業である。マックスは会長兼CEO（最高責任者）及びデザイナーを務めており、妻のルバ・アズリアはCOO(チーフクリエイティブオフィサー)として活動している。
アメリカ、フランス、イギリス、カナダ、東京、香港、ドバイをはじめとする40を超える世界各都市に1,000以上のブティックを展開しており、サックス・フィフス・アベニュー、ニーマン・マーカス、ブルーミングデールズ、ノードストローム、メイシーズ 、ロード・アンド・テイラー 、ディラーズ、ネッタポルテやイギリスのハーヴェイ・ニコルズなどの高級デパートで販売されている。

## 受賞歴
- The California Designer of the Year (1995)
- Atlanta Designer of the Year (1996)
- The Fashion Performance Award (1997)
- The Otis Fashion Achievement Award (2000)
- Hollywood Life’s Breakthrough Award (2004)
- The Dallas Fashion Award (2005)
- The Wells Fargo Century Fashion Acheivement Award (2007)
- The 2008 Fashion Excellence Award